# ポール・エクマン
ポール・エクマン（Paul Ekman、1934年 - ）は感情と表情に関する先駆的な研究を行ったアメリカ合衆国の心理学者。
20世紀の傑出した心理学者100人に選ばれた。アメリカのテレビドラマ『Lie to Me(ライ・トゥ・ミー 嘘の瞬間)』の主人公カル・ライトマン博士のモデルとなった。

## 経歴
エクマンは小児科医の息子としてワシントンD.C.で1934年に生まれ、ニュージャージー、ワシントン、オレゴン、南カリフォルニアで育った。メンタルヘルス国立研究所から研究科学者賞を1971年以降6回にわたって受賞した。2001年にジョン・クリーズとともにBBCのドキュメンタリ番組『The human Face』の製作に関わった。2004年にカリフォルニア大学サンフランシスコ校の教授を定年退職した。

### 業績
マーガレット・ミードを含む一部の人類学者の信念に反して、エクマンは表情が文化依存的ではなくて人類に普遍的な特徴であり生得的基盤を持つことを明らかにした。エクマンの発見は現在科学者から広く受け入れられている。エクマンが普遍的であると結論したのは怒り、嫌悪、恐れ、喜び、悲しみ、驚きである。軽蔑に関しては普遍的であることを示す予備的な証拠があるが、まだ議論は決着していない。
エクマンはあらゆる表情を分類するためにFACS（Facial Action Coding System、顔動作記述システム）を考案した。これは表情に関連する精神医学や犯罪捜査の分野で幅広く利用されている。エクマンは表情以外にも広く非言語コミュニケーションの研究を行った。同情、利他的行為や平和的な個人関係の科学的解明にも尽くした。さらに人々が嘘をつくこと、嘘を見破ることの社会的な側面の研究にも貢献した。ディミトリス・メタクサスとともに視覚的嘘発見器の開発を行っている。

## 表情の分類
エクマンはパプアニューギニアの部族民などを調査することで、基本的な感情のリストを作った。彼は孤立し石器時代の文化で暮らす人々が、他の異なる文化の人の表情を写した写真から意図を正しく読み取れることを確認した。この証拠によって、エクマンは次の感情が全人類に普遍的であり、生物学的基盤を持つと結論した。
- 怒り
- 嫌悪
- 恐れ
- 幸福感
- 悲しみ
- 驚き

90年代には以下の表情を追加した。
- おもしろさ
- 軽蔑
- 満足
- 困惑
- 興奮
- 罪悪感
- 功績に基づく自負心
- 安心
- 納得感
- 喜び
- 恥

## 著書
- Nonverbal messages: Cracking the Code ISBN 978-0-9915636-3-0
- Emotional Awareness: Overcoming the Obstacles to Psychological Balance and Compassion (Times Books, 2008) ISBN 0-8050-8712-5
- Unmasking the Face ISBN 1-883536-36-7
W.V.フリーセン共著、工藤力訳『表情分析入門：表情に隠された意味をさぐる』誠信書房、1987年
- Emotions Revealed: Recognizing Faces and Feelings to Improve Communication and Emotional Life (Times Books, 2003) ISBN 0-8050-7516-X
菅靖彦訳『顔は口ほどに嘘をつく』河出書房新社、2006年
- Telling Lies: Clues to Deceit in the Marketplace, Politics, and Marriage (W. W. Norton & Company, 1985) ISBN 0-393-32188-6
工藤力訳『暴かれる嘘：虚偽を見破る対人学』誠信書房、1992年
- What the Face Reveals (with Rosenberg, E. L., Oxford University Press, 1998) ISBN 0-19-510446-3
- The Nature of Emotion: Fundamental Questions (with R. Davidson, Oxford University Press, 1994) ISBN 0-19-508944-8
- Darwin and Facial Expression: A Century of Research in Review ISBN 0-12-236750-2
- Facial Action Coding System/Investigator's ISBN 99936-26-61-9
- Why Kids Lie: How Parents Can Encourage Truthfulness (Penguin, 1991) ISBN 0-14-014322-X
菅靖彦訳『子どもはなぜ嘘をつくのか』河出書房新社、2009年
- Handbook of Methods in Nonverbal Behavior Research ISBN 0-521-28072-9
- Face of Man ISBN 0-8240-7130-1
- Emotion in the Human Face ISBN 0-08-016643-1
- Handbook of Cognition and Emotion (Sussex, UK John Wiley & Sons, Ltd., 1999)

## 関連事項
- ライ・トゥ・ミー 嘘は真実を語る(DVDタイトル「ライ・トゥ・ミー 嘘の瞬間」)